# James Gathers
James Gathers (Estados Unidos, 17 de junio de 1930-1 de junio de 2002) fue un atleta estadounidense, especialista en la prueba de 200 m en la que llegó a ser medallista de bronce olímpico en 1952.

## Carrera deportiva
En los JJ. OO. de Helsinki 1952 ganó la medalla de bronce en los 200 metros, con un tiempo de 20.8 s, llegando a meta tras sus compatriotas los también estadounidenses Andy Stanfield y Thane Baker (plata).